# Intervencijska čelada
Intervencijska čelada je namenjena kot dodatna zaščitna oprema v policiji in vojski. Poslužujejo se jih tudi britanski varnostniki za prevoz dragocenega tovora. Zasnovana je tako, da ščiti glavo, obraz in oči uporabnika pred hladnim orožjem ali nevarnimi predmeti, ki jih je mogoče zalučati. Največkrat so to kamni, granitne kocke, opeke, steklenice in podobni predmeti katerih se poslužujejo protestniki.  Številne sodobne čelade za varnostne ukrepe na protestih so ojačane z materiali, ki ščitijo uporabnika pred nevarnimi snovmi, kot so kisline ali industrijske kemikalije. V nekaterih primerih, npr. Angliji, 18. januar 2007, se je čelada izkazala za zelo koristno pri nošenju med neurjem. Čelada je obvarovala uporabnika pred predmeti, ki so jih močni sunki vetra nosili po zraku.  
Običajna čelada je znotraj podložena, s trakovi ob straneh, ter z vizirjem spredaj, ki se s pomočjo mehanizma dviguje ali spušča. V primerjavi z motoristično, ima intervencijska čelada daljši in ravnejši vizir, ob straneh pa je bolj upognjen. Zadaj ima še dodan poseben del za zaščito vratu.
Trenutno najbolj izpopolnjena čelada je francoska CRS čelada z dvema vizirjema: zunanji prozorni vizir, pritrjen na čelado, ter notranji vizir, ki se pomika med dvema slojema. Pogled z notranje strani vizirja je jasen, zunanja stran vizirja pa ima videz neprozorne polirane medenine.
Dodatna oprema lahko vključuje vgrajen radijski mikrofon in slušalke.